# Werner Karasek
Werner Karasek (* 16. März 1956; † 30. Juni 2018 in Baden) war ein österreichischer Basketballspieler.

## Laufbahn
Karasek wuchs in Baden auf und begann dort mit dem Basketball, 1975 wechselte der 2,10 Meter große Innenspieler zu Asturia Klosterneuburg in die A-Liga (damaliger Name der späteren Bundesliga). 1978 wurde er mit dem aus seiner Fusion zwischen Asturia und KBC entstandenen BK Klosterneuburg österreichischer Meister, 1983, 1984, 1985, 1986 sowie 1987 gewann er mit der Mannschaft erneut den Titel.
Im Mai 1984 nahm er mit der österreichischen Nationalmannschaft an der Ausscheidungsrunde zu den Olympischen Spielen teil und war während des Turniers gemeinsam mit Franz Zderadicka mit einem Durchschnitt von 12,3 Punkten pro Spiel bester Korbschütze der Auswahlmannschaft. Er kam auf insgesamt 83 Länderspiele für Österreich.
1987 gründete er auf der thailändischen Insel Phuket ein Hotel, seine Frau führte dort ein Restaurant.
Am 30. Juni 2018 stürzte Karasek aus dem Fenster seiner Badener Wohnung und erlitt tödliche Verletzungen. Er weilte in seinem Heimatland, weil er sich einer Fußoperation unterziehen wollte.